# Barreau de Laurentides—Lanaudière
Le Barreau de Laurentides—Lanaudière, anciennement le Barreau des Laurentides, est un barreau de section du Barreau du Québec.

## Description
Le Barreau de Laurentides—Lanaudière est un barreau québécois indépendant, bien qu'il envoie des membres siéger au Conseil d'administration et au Conseil des sections du Barreau du Québec et qu'ils y ont le droit de vote,. En tant qu'ordre professionnel d'avocats, le Barreau de Laurentides—Lanaudière offre des services d'accès à la justice aux citoyens qui les requièrent tout en veillant aux intérêts de ses membres et à la transparence de leur profession,. 
Ce sont les avocats des districts judiciaires de Terrebonne et Joliette, alors affilié au Barreau de Montréal, qui se regroupent en 1946 et fondent le Barreau des Laurentides,,. En 1990, à la suite de l'adoption de la Loi modifiant la Loi sur le Barreau, le Barreau des Laurentides a changé de nom pour Barreau de Laurentides—Lanaudière.
Le Barreau de Laurentides—Lanaudière est subdivisé en trois zones juridiques, appelées districts judiciaires, afin d'assurer un meilleur accès à la justice aux citoyens québécois. Ceux-ci sont, en ordre alphabétique, les districts de Joliette, Labelle et Terrebonne. Chaque district judiciaire au Québec possède au moins un palais de justice.
En 2017, ce sont 1126 avocats qui sont membres du Barreau de Laurentides—Lanaudière.

## Historique

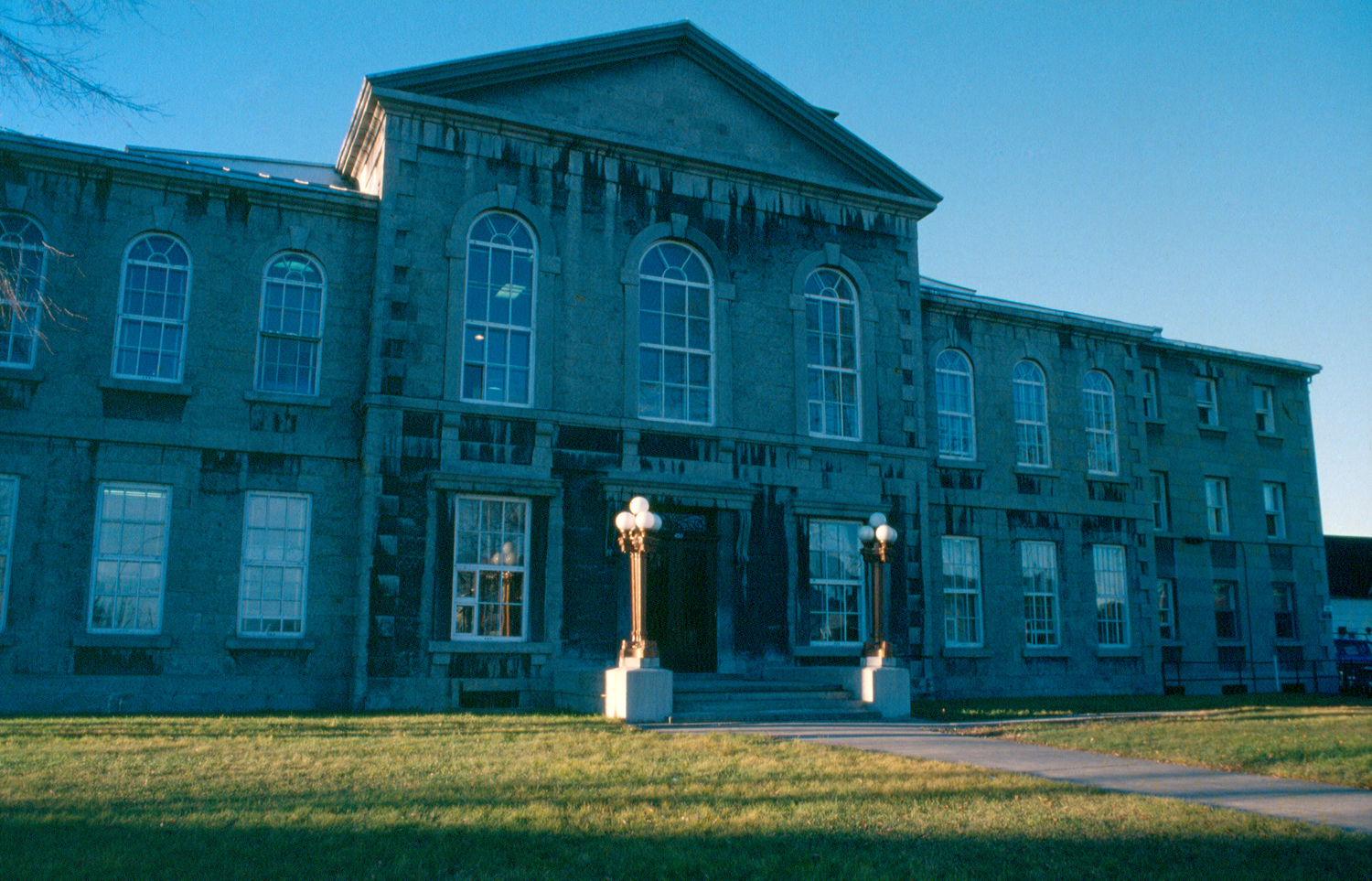
Palais de justice de Joliette.

À venir.

## Liste des bâtonniers de Laurentides—Lanaudière
Le bâtonnier de Laurentides—Lanaudière, ou la bâtonnière de Laurentides—Lanaudière, est élu au suffrage universel par l'ensemble des membres du Barreau de Laurentides—Lanaudière et son mandat est d'une seule année, renouvelable sous certaines conditions.
Gras → indique un bâtonnier du Québec.
- Joseph Fortier (1946-1947)
- Joseph-Adrien Piette (1947-1948)
- Camille de Martigny (1948-1949)
- Joseph-Alphonse Bélanger (1949-1950)
- Gaston Gibeault (1950-1951)
- Robert Tellier (1951-1952)
- Léopold Nantel (1952-1953)
- Lucien Dugas (1953-1955)
- Raymond Raymond (1955-1957)
- Maurice Tellier (1957-1959)
- Philippe Valois  (1959-1960)
- Max Perrault (1960-1961)
- Fernand Legault (1961-1962)
- Jean-Robert Piette (1962-1963)
- Jean-Charles Marchand (1963-1964)
- Georges Sylvestre (1964-1965)
- Lucien Thinel (1965-1966)
- Jean-Paul Malo (1966-1967)
- Jacques Duquette (1967-1968)
- Benoît Marchessault (1968-1970)
- Jacques Dugas (1971-1973)
- Vincent Drouin (1973-1974)
- Bernard DOrais (1974-1975)
- André Daviault (1975-1976)
- Paul Gélinas (1976-1977)
- Claude Dugas (1977-1978)
- Pierre Rousseau (1978-1979)
- Clément Trudel (1979-1980)
- André Forget (1980-1981)
- Gilles Ratelle (1981-1982)
- Jean-Claude Paquin (1982-1983)
- Louis Laporte (1983-1984)
- Guy Saulnier (1984-1985)
- André Renaud (1985-1986)
- Claude Auclair (1986-1987)
- Claude Pouliot (1987-1988)
- Jacques Laferrière (1988-1989)
- Claude St-Laurent (1989-1990)
- Lise Gaboury (1990-1991)
- Claude Lemire (1991-1992)
- Denis Saulnier (1992-1993)
- Paul Yanakis (1993-1994)
- Ruth Veillet (1994-1995)
- Claude Savoie (1995-1996)
- Georges Massol (1996-1997)
- Claudette Vincelette (1997-1998)
- Jacques Lauzon (1998-1999)
- Julie Ouimet (1999-2000)
- Daniel Champagne (2000-2001)
- Jimmy Vallée  (2001-2002)
- Jean Yanakis (2002-2003)
- Jean Roy (2003-2004)
- Lucie Ratelle (2004-2005)
- Maria D'Onofrio (2005-2006)
- Jean-Luc Jolly (2006-2007)
- Benoît Lemire (2007-2008)
- Bruno Leclerc (2008-2009)
- Caroline Blanche (2009-2010)
- Alain Manseau (2010-2011)
- Pierre Cliche (2011-2012)
- Mario Prieur (2012-2013)
- Rhéal-Éloi Fortin (2013-2014)
- Louis-François Asselin (2014-2015)
- Martine Létourneau (2015-2016)
- Roxane Préfontaine (2016-2017)
- Steve Baribeau (2017-2018)
- Steve Baribeau & Éric Côté (2018-2019)
- Véronique Lemire (2019-2020)

## Liste des municipalités dans les districts judiciaires

### District judiciaire de Joliette
- Berthierville
- Charlemagne
- Chertsey
- Crabtree
- Entrelacs
- Joliette
- L'Assomption
- L'Épiphanie
- La Visitation-de-l'Île-Dupas
- Lanoraie
- Lavaltrie
- Mandeville
- Mascouche
- Notre-Dame-de-la-Merci
- Notre-Dame-de-Lourdes
- Notre-Dame-des-Prairies
- Rawdon
- Repentigny
- Saint-Alexis
- Saint-Alphonse-Rodriguez
- Saint-Ambroise-de-Kildare
- Saint-Barthélémy
- Saint-Calixte
- Saint-Charles-Borromée
- Saint-Cléophas-de-Brandon
- Saint-Côme
- Saint-Cuthbert
- Saint-Damien
- Saint-Didace
- Saint-Donat
- Saint-Esprit
- Saint-Félix-de-Valois
- Saint-Gabriel
- Saint-Gabriel-de-Brandon
- Saint-Ignace-de-Loyola
- Saint-Jacques
- Saint-Jean-de-Matha
- Saint-Liguori
- Saint-Lin-Laurentides
- Saint-Michel-des-Saints
- Saint-Norbert
- Saint-Paul
- Saint-Pierre
- Saint-Roch-de-l'Achigan
- Saint-Roch-Ouest
- Saint-Sulpice
- Saint-Thomas
- Saint-Zénon
- Sainte-Béatrix
- Sainte-Élisabeth
- Sainte-Émélie-de-l'Énergie
- Sainte-Geneviève-de-Berthier
- Sainte-Julienne
- Sainte-Marcelline-de-Kildare
- Sainte-Marie-Salomé
- Sainte-Mélanie

### District judiciaire de Labelle
- Aumond
- Blue Sea
- Bois-Franc
- Bouchette
- Chute-Saint-Philippe
- Déléage
- Egan-Sud
- Ferme-Neuve
- Grand-Remous
- Kiamika
- Kitigan Zibi
- L'Ascension
- La Conception
- La Macaza
- La Minerve
- Labelle
- Lac-des-Écorces
- Lac-du-Cerf
- Lac-Saguay
- Lac-Saint-Paul
- Lac-Tremblant-Nord
- Maniwaki
- Messines
- Mont-Laurier
- Mont-Saint-Michel
- Montcerf-Lytton
- Nominingue
- Notre-Dame-de-Pontmain
- Notre-Dame-du-Laus
- Rivière-Rouge
- Saint-Aimé-du-Lac-des-Îles
- Sainte-Anne-du-Lac
- Sainte-Thérèse-de-la-Gatineau

### District judiciaire de Terrebonne
- Amherst
- Arundel
- Barkmere
- Blainville
- Bois-des-Filion
- Boisbriand
- Brébeuf
- Brownsburg-Chatham
- Deux-Montagnes
- Doncaster
- Estérel
- Gore
- Grenville
- Grenville-sur-la-Rouge
- Harrington
- Huberdeau
- Ivry-sur-le-Lac
- Kanesatake
- Lac-des-Seize-Îles
- Lac-Supérieur
- Lachute
- Lantier
- Lorraine
- Mille-Isles
- Mirabel
- Mont-Blanc
- Mont-Tremblant
- Montcalm
- Morin-Heights
- Oka
- Piedmont
- Pointe-Calumet
- Prévost
- Rosemère
- Saint-Adolphe-d'Howard
- Saint-André-d'Argenteuil
- Saint-Colomban
- Saint-Eustache
- Saint-Hippolyte
- Saint-Jérôme
- Saint-Joseph-du-Lac
- Saint-Placide
- Saint-Sauveur
- Sainte-Adèle
- Sainte-Agathe-des-Monts
- Sainte-Anne-des-Lacs
- Sainte-Anne-des-Plaines
- Sainte-Lucie-des-Laurentides
- Sainte-Marguerite-du-Lac-Masson
- Sainte-Marthe-sur-le-Lac
- Sainte-Sophie
- Sainte-Thérèse
- Terrebonne
- Val-David
- Val-des-Lacs
- Val-Morin
- Wentworth
- Wentworth-Nord

#### Droit
- Avocat, Juriste
- Droit au Québec, Droit civil
- Histoire du droit au Québec
- XXe siècle en droit au Québec, XXIe siècle en droit au Québec
- Système judiciaire du Québec, Loi du Québec
- Barreau du Québec, Bâtonnier du Québec
- Districts judiciaires du Québec
- Code civil du Bas-Canada, Code criminel du Canada